# سید محمدرضا سعیدی
سید محمدرضا سعیدی گلپایگانی (۲ اردیبهشت ۱۳۰۸ – ۲۰ خرداد ۱۳۴۹) روحانی و مجتهد شیعه، از زندانیان سیاسی دهه چهل و فعالان سیاسی علیه حکومت پهلوی بود. سعیدی در ۲۰ خرداد ۱۳۴۹ در زندان قزل قلعه کشته شد. سید محمد سعیدی، امام جمعه قم فرزند و سید احمد خاتمی امام جمعه موقت تهران داماد اوست.

## زندگی نامه
سید محمدرضا سعیدی در دوم اردیبهشت ۱۳۰۸ در مشهد متولد شد. در کودکی مادرش را از دست داد و تحت نظر پدر، بزرگ شد.
تحصیلات حوزوی را ابتدا در حوزه مشهد شروع و سپس به قم رفت. وی در این دوران در کلاس‌های درس سید حسین طباطبایی بروجردی ،سید محمد تقی خوانساری،سیدمحمد حجت کوه کمری و سید روح‌الله خمینی شرکت می‌کرد. وی در علوم حوزوی به درجه اجتهاد رسید. مدت زمانی جهت تبلیغ مذهب شیعه به کویت رفت. اما در ۱۳۴۱ و همزمان با شرع نهضت روحانیت به رهبری خمینی، به قم بازگشت. وی از فعالین مبارزاتی بر ضد حکومت پهلوی بود که قسمت عمده‌ای از عمرش را مصروف آن کرد و به فعالیت‌های مختلف پرداخت.

## فعالیت های سیاسی
سعیدی توسط ساواک ممنوع‌المنبر شده بود با این وجود در محل‌های دوردست و روستاهای اطراف تهران به فعالیت سیاسی ادامه می‌داد. وی در سال ۱۳۴۵، به دنبال ایراد یک سخنرانی دربارهٔ اسراییل دستگیر و به مدت ۶۱ روز زندانی شد. پس از آن در اردیبهشت ۱۳۴۹ و در قضیهٔ ورود سرمایه‌گذاران آمریکایی به ایران، اقدام به انتشار اعلامیه‌ای به زبان عربی، خطاب به علمای کشورهای اسلامی زد و از آن‌ها دعوت به اعتراض و مخالفت نمود. به‌دنبال این اقدام مجدداً دستگیر و در زندان قزل‌قلعه زندانی شد.

## فعالیت‌های اجتماعی
- تأسیس حوزه علمیه و تشکیل کلاس برای بانوان در تهران
- تأسیس تشکیلات گروه‌های امر به معروف و نهی از منکر در تهران
- تأسیس کتابخانه در تهران
- راه‌اندازی نشریه‌ای به نام مسجد امام هفتم
- چاپ و تکثیر نوارهای سخنرانی سید روح‌الله خمینی در نجف تحت عنوان ولایت فقیه[۳]

## آثار
- آیا دین موجب عقب ماندگی است؟
- آزادی زن
- اتحاد در اسلام
- کار در اسلام
- استفتائات (مجموعه ۶۴ استفتاء از سید روح‌الله خمینی)
- رساله امر به معروف و نهی از منکر «ترجمه از تحریر الوسیلة»
- تقریرات درسی آیت‌الله بروجردی
- سیزده جزوه از مسجد موسی بن جعفر
- نقد و بررسی و حاشیه‌نویسی بسیاری از کتاب‌های اجتماعی و سیاسی
- ترجمه رساله امر به معروف و نهی از منکر امام خمینی (از کتاب تحریر الوسیلة)[۴]

## کشته شدن
سید محمدرضا سعیدی، در روز ۲۰ خرداد ۱۳۴۹، در زندان قزل‌قلعه به دست مأموران زندان کشته شد و در وادی‌السلام قم به خاک سپرده شد.
بر اساس روایت رسمی در زمان حکومت پهلوی، «در سلول‌ها باز بود و برق رفت. زندانی‌های دیگر خفه‌اش کردند»، اما به روایت رسمی در نظام جمهوری اسلامی، «در زیر شکنجه با روغن کشته شد». یرواند آبراهامیان کشته شدن او توسط ساواک را تأیید می‌کند و بیان می‌دارد که پس از این واقعه، مأموران ساواک به خارج اعزام می‌شدند تا آموزش‌هایی علمی ببینند مبنی بر این که به نحوی شکنجه کنند که از کشته شدن ناخواسته افراد بر اثر شدت عمل جلوگیری شود. 

## یادمان
در تهران برای تجلیل وی بزرگ‌راهی را به نام «شهید آیت‌الله سعیدی» نامیدند.